# Mayckel Lahdo
Mayckel Lahdo (Stockholm, 30 december 2002) is een Zweeds voetballer die doorgaans speelt als vleugelspeler. In juli 2022 verruilde hij Hammarby IF voor AZ.

## Clubcarrière
Lahdo speelde in de jeugd van Arameiska-Syrianska en werd als negenjarige opgenomen in de opleiding van Hammarby IF. Na een kort uitstapje naar Djurgårdens IF keerde hij in 2015 terug bij Hammarby IF. Voor hij zijn debuut had gemaakt in de hoofdmacht, werd hij verhuurd aan IK Frej. Na zijn terugkeer tekende de vleugelspeler zijn eerste professionele contract, voor twee seizoenen. Zijn professionele debuut maakte hij in de Svenska Cupen tegen AFC Eskilstuna op 20 februari van datzelfde jaar. Er werd met 4–1 gewonnen en Lahdo mocht van coach Stefan Billborn zestien minuten voor tijd invallen voor Akinkunmi Amoo. Na drie bekerwedstrijden werd hij tijdelijk ondergebracht bij opleidingsteam Hammarby Talang. Na zijn terugkeer kwam hij ook voor het eerst tot scoren in de Allsvenskan, op 15 april 2022, tegen Mjällby AIF. Na de openingstreffer van Gustav Ludwigson zorgde Lahdo met zijn doelpunt voor de beslissing: 2–0. In de zomer van 2022 werd hij voor een bedrag van circa zevenhonderdduizend euro overgenomen door AZ, waar hij per 1 juli zijn handtekening zette onder een verbintenis voor de duur van vijf seizoenen.

## Clubstatistieken
| Seizoen | Club              | Competitie     | Competitie | Competitie | Beker | Beker | Internationaal | Internationaal | Totaal | Totaal |
| Seizoen | Club              | Competitie     | Wed.       | Dlp.       | Wed.  | Dlp.  | Wed.           | Dlp.           | Wed.   | Dlp.   |
| ------- | ----------------- | -------------- | ---------- | ---------- | ----- | ----- | -------------- | -------------- | ------ | ------ |
| 2020    | Hammarby IF       | Allsvenskan    | 0          | 0          | 0     | 0     | —              | —              | 0      | 0      |
| 2020    | → IK Frej         | Ettan          | 21         | 5          | 0     | 0     | —              | —              | 21     | 5      |
| 2021    | Hammarby IF       | Allsvenskan    | 0          | 0          | 3     | 0     | 0              | 0              | 3      | 0      |
| 2021    | → Hammarby Talang | Ettan          | 15         | 3          | 0     | 0     | —              | —              | 15     | 3      |
| 2021    | Hammarby IF       | Allsvenskan    | 6          | 0          | 1     | 2     | 0              | 0              | 7      | 2      |
| 2022    | Hammarby IF       | Allsvenskan    | 10         | 1          | 3     | 1     | —              | —              | 13     | 1      |
| 2022/23 | Jong AZ           | Eerste divisie | 6          | 1          | —     | —     | —              | —              | 6      | 1      |
| 2022/23 | AZ                | Eredivisie     | 25         | 2          | 1     | 0     | 15             | 3              | 41     | 5      |
| 2023/24 | AZ                | Eredivisie     | 15         | 3          | 1     | 0     | 6              | 2              | 22     | 5      |
| 2024/25 | AZ                | Eredivisie     | 19         | 3          | 4     | 1     | 10             | 0              | 33     | 4      |
| Totaal  | Totaal            | Totaal         | 118        | 18         | 13    | 4     | 31             | 5              | 162    | 27     |

Bijgewerkt op 29 april 2025.

## Erelijst
| Svenska Cupen | 1 | 2021/22 |